# 紀元前298年
紀元前298年（きげんぜん298ねん）は、ローマ暦の年である。
中世にヨーロッパで西暦の記年法が普及するまではローマ建国紀元456年と言われていた。

## 他の紀年法
- 干支 : 癸亥
- 日本
  - 皇紀363年
  - 孝安天皇95年
- 中国
  - 周 - 赧王17年
  - 秦 - 昭襄王9年
  - 楚 - 頃襄王元年
  - 斉 - 湣王3年
  - 燕 - 昭王14年
  - 趙 - 恵文王元年
  - 魏 - 襄王21年
  - 韓 - 襄王14年
- 朝鮮
  - 檀紀2036年
- ベトナム :
- 仏滅紀元 : 247年
- ユダヤ暦 :

## できごと

### 共和政ローマ
- 第三次サムニウム戦争の最初の戦闘であるカメリヌムの戦いで、サムニウムがルキウス・コルネリウス・スキピオ・バルバトゥスに率いられたローマ軍を破った。
- ローマ軍はサムニウムの中心部に侵攻し、Taurasia、Bovianum Vetus、Aufidena等の都市を奪った。

### シチリア
- シラクサの王アガトクレスは、ギリシア系イタリア人がブルッティに反抗するのを支援し、またギリシア人がローマに反抗するのを支持した。

### エジプト
- プトレマイオス1世は、義理の娘Theoxenaをシラクサの君主アガソクレスに嫁がせた。
- プトレマイオス1世はついにキュレネの反乱を鎮め、支配下に置いた。義理の息子マガスにその領土を治めさせた。

### インド
- ビンドゥサーラが父チャンドラグプタを継いでマウリヤ朝の第2代王になった。

### 中国
- 秦の丞相孟嘗君が讒言を受けて解任され、楼緩が再び丞相となった。昭襄王は孟嘗君の殺害を命じ、孟嘗君の邸は秦兵に包囲された。孟嘗君は食客の機転に助けられ、斉に帰国することができた（鶏鳴狗盗）。
- 秦軍が楚を攻め、16城を奪った。
- 趙の恵文王が弟の勝を平原君とした。平原君は士を好んで、食客数千人を集めた。
- 函谷関の戦い (紀元前298年) - 孟嘗君の指揮下で斉と韓・魏が合従し秦を攻め、函谷関まで攻め入った。